# Edmund Bernhardt
Edmund David Bernhardt (geboren 20. April 1885 in Wien, Österreich-Ungarn; gestorben 23. Mai 1976 in Marylebone) war ein österreichisch-britischer Sportler.

## Leben
Edmund Bernhardt war als Student Mitglied der zionistischen Studentenverbindung Kadimah. Er machte einen Ingenieur-Abschluss.
Bernhardt war ein vielseitiger Sportler beim SC Hakoah Wien, er war Schwimmer, Fünfkämpfer und Pistolenschütze. Im Verein engagierte er sich als Betreuer in der Jugendarbeit.
Bei den Olympischen Zwischenspielen 1906 in Athen trat er im Freistilschwimmen in einem Staffelwettbewerb und in einem Einzelwettbewerb an und wurde beide Male nicht platziert. Bei den Olympischen Sommerspielen 1912 in Stockholm wurde er als österreichischer Teilnehmer für den Modernen Fünfkampf nominiert und erreichte den 8. Platz. Beim Schießen über 50 m mit der Pistole und beim Schießen mit der Schnellfeuerpistole reichte es jeweils nur für einen hinteren Platz.
Nach dem Anschluss Österreichs 1938 floh  Bernhardt nach Großbritannien.